# حراك الريف

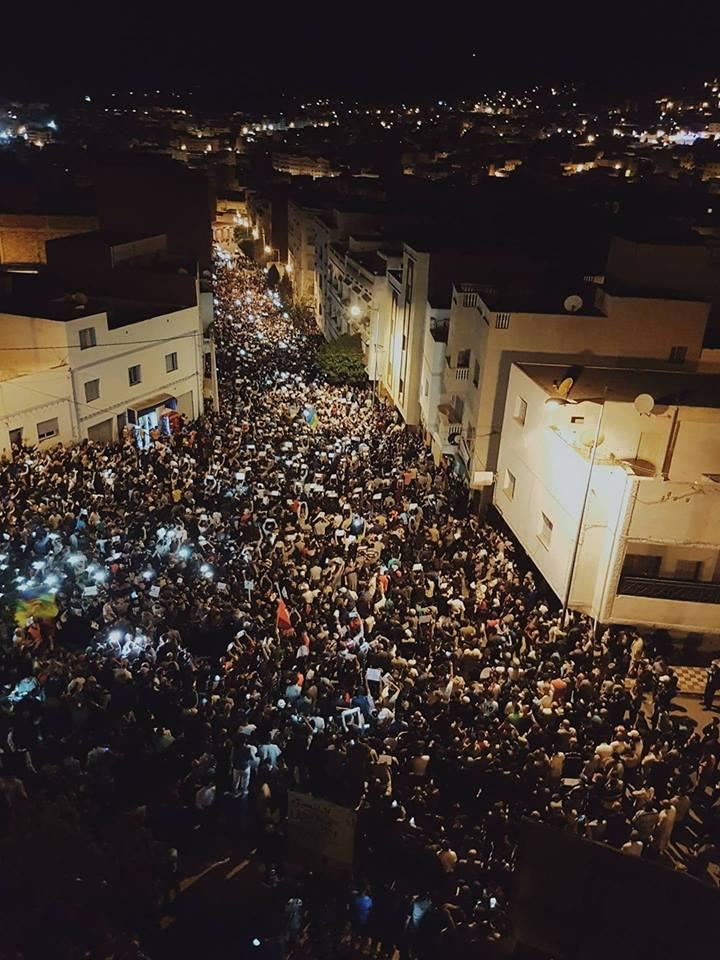
مظاهرة ليلية بالحسيمة

الحراك الشعبي في الحسيمة أو حراك الريف هو سلسلة من الاحتجاجات في مدينة الحسيمة في منطقة الريف شمال المغرب منذ مقتل الشاب محسن فكري يوم 28 أكتوبر 2016. تقوم الاحتجاجات على مبدأ السلمية والمطالبة بتحقيق لائحة من المطالب للمنطقة. من أبرز قادة الحراك ناصر الزفزافي الذي اعتقل يوم 29 ماي 2017.
وفي ليلة الثلاثاء 26 يونيو 2018 تم الحكم على معتقلي الحراك بأحكام قاسية أكبرها السجن النافذ لمدة 20 سنة على ناصر الزفزافي وثلاثة آخرين.
بالإضافة إلى أحكام أخرى على باقي المعتقلين السياسيين.

## أسباب الحراك

### السبب المباشر

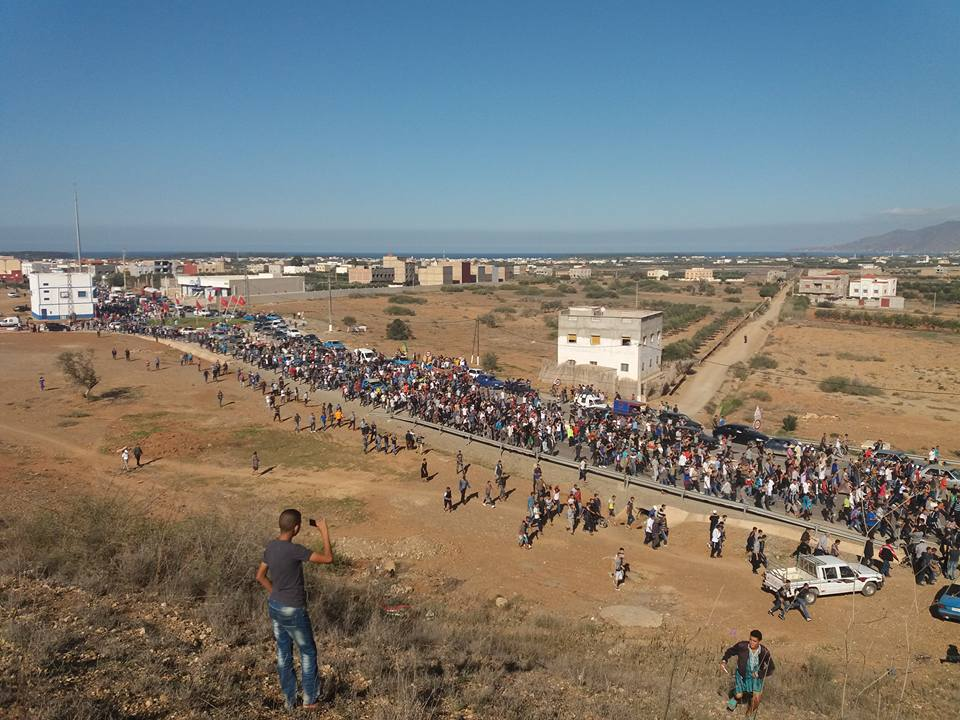
جنازة محسن فكري في إمزورن

يوم الجمعة 28 أكتوبر 2016 صادرت السلطات المحلية داخل ميناء مدينة الحسيمة سلعة الشاب محسن فكري، بحجة أن السمك الذي كان يبيعه ممنوع صيده. بعدما صادرت السلطات سلعته ورمت السمك في شاحنة الأزبال، وكخطوة احتجاجية صعد الشهيد محسن ورفاقه إلى شاحنة الأزبال لمنع عملية إتلاف السلعة. حسب شهود عيان فإن ممثل السلطة المسؤول عن العملية أعطى تعليمات بتشغيل آلة الطحن، مستعملا قولته الشهيرة: «طحن مّو» بالرغم من علمه لوجود الشباب هناك، وقد تمكّن أصدقاء محسن فكري من القفز والنجاة من الموت، إلا أنه لم يتمكّن من ذلك لأنه كان ممدداً داخل الآلة التي سحقته بسرعة كبيرة ولقي مصرعه في الحال أمام أعين ممثل السلطة الذي لم يحرك ساكنا. في تلك الليلة بدأت وقفة في المدينة تزعمها الشاب ناصر الزفزافي وحاور فيها عدة مسؤولين. ناصر سيصبح لاحقا قائدا للحراك وناطقا باسمه.
تأسست لجنة متابعة ملف محسن فكري في البداية لمتابعة سير التحقيق ونظمت عدة مسيرات في المدينة. مع مرور الوقت، تطورت اللجنة إلى لجنة للحراك الشعبي اشتملت على عدة مطالب اجتماعية واقتصادية.

## قادة الحراك

### ناصر الزفزافي
ناصر الزفزافي شاب مغربي ولد بمدينة الحسيمة ونشأ بها، سطع نجمه عام 2016 إثر مقتل محسن فكري، فانطلق يقود المظاهرات مطالبا بمشاريع تنموية اجتماعية واقتصادية بالحسيمة، ومنتقدا بشدة الحكومة والسلطات العمومية، اعتقل يوم 29 مايو/أيار 2017.

### نبيل أحمجيق
نبيل أحمجيق كان رفيقا لناصر الزفزافي وكان يواكب معه في كل خطوة

### المرتضى إعمراشا
المرتضى إعمراشا كان رفيقا لناصر الزفزافي.

## مطالب الحراك

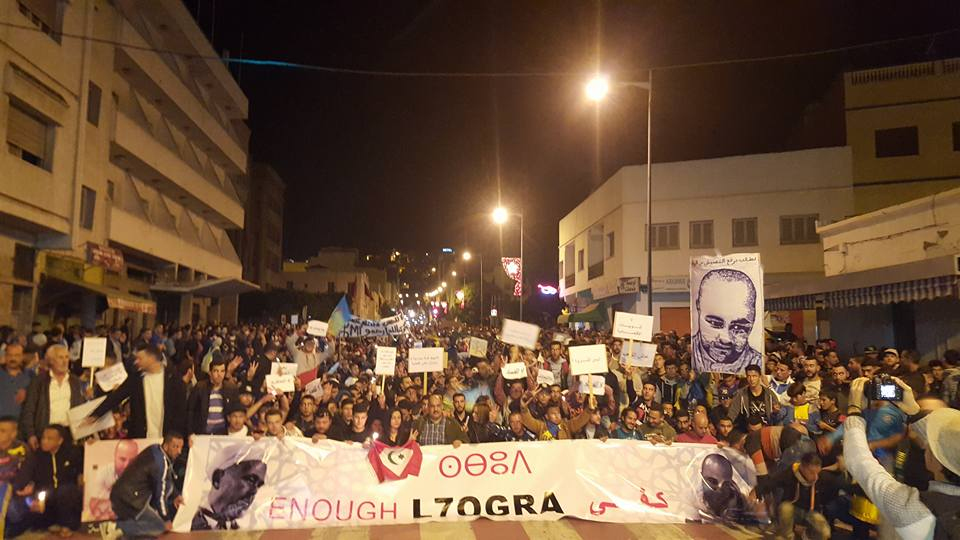
مظاهرة للحراك في الليل في الحسيمة

تتعد مطالب الحراك الشعبي بالحسيمة، وتنقسم إلى عدة مجالات، منها الحقوقية والقانونية والاجتماعية والاقتصادية. وثيقة مطالب الحراك الشعبي عرضت لأول مرة على السكان يوم 5 مارس 2017 وتضمنت المطالب التالية:

### مطالب حقوقية
- تقديم جميع المتورطين في مقتل الشهيد محسن فكري إلى العدالة والذهاب بالتحقيقات إلى أبعد مدى مع الإفراج على النتائج في أقرب وقت، مع ضمان عدم تكرار هذه الجرائم.
- الكشف عن حقيقة ملف الشهداء الخمس في البنك الشعبي خلال احداث 20 فبراير 2011

### مطالب قانونية
- إلغاء ظهير 1.58.381 الذي يعتبر إقليم الحسيمة منطقة عسكرية. (مطلب استعجالي)
- إسقاط كل المتابعات القضائية في حق بسطاء مزارعي القنب الهندي بإقليم الحسيمة والمناطق الأخرى. (مطلب استعجالي)
- إطلاق سراح المعتقلين السياسيين وتسوية وضعيتهم من خلال مراجعة الأحكام القاسية التي صدرت في حقهم حتى يعودوا إلى أعمالهم من بينهم الأستاذ محمد جلول.

### مطالب اجتماعية
- بناء جامعة متكاملة التخصصات، وما يستلزمها من مرافق.(مطلب استعجالي)
- إحداث معاهد عليا في عدة تخصصات.
- توسيع شبكة المؤسسات التعليمة (الابتدائية، الاعدادية، الثانوية) بكامل أسلاكها على امتداد الريف.
- فتح مختلف التخصصات والشعب والمسالك التعليمية المعتمدة من طرف وزارة التربية الوطنية: التخصصات التقنية والعلمية، الأقسام التحضيرية….
- إحداث معاهد للتكوين المهني والمعاهد المتخصصة في التكنولوجيا التطبيقية على امتداد مختلف البلديات إقليمي الحسيمة والدريوش.
- إحداث مستشفى جامعي بإقليم الحسيمة.
- إتمام أشغال المستشفى الإقليمي محمد الخامس وتوفير طاقم طبي في جميع التخصصات، مع وضع حد للفوضى والتسيب الذي يعيشه المستشفى.(مطلب استعجالي)
- تجهيز مركز تحاقن الدم بالاَلات اللازمة وإمداده بطاقم طبي متخصص.
- بناء مستشفى خاص بالسرطان في القريب العاجل بشتى مستلزماته وطاقمه الطبي.(مطلب استعجالي)
- الإسراع في استكمال أشغال مستشفى إمزورن وفتح تحقيق في الخروقات التي طالته، مع توفير طاقم طبي الكفيل لتلبية الخدمات اللازمة بمستشفى تاركيست.(مطلب استعجالي)
- تعميم المستوصفات والخدمات الطبية على باقي مداشر وقرى اقليم الحسيمة والنواحي، مع تزويدها بمختلف الآلات الضرورية (إسعاف، راديو، أدوية..) وكل الموارد البشرية الكفيلة لمباشرة العمل فيها.(مطلب استعجالي)
- إحداث مركز خاص لذوي الاحتياجات الخاصة يشمل مختلف التخصصات (الترويض، التأهيل، العناية الطبية….)(مطلب استعجالي)
- الشروع في إتمام أشغال متحف الريف وفتح تحقيق نزيه بخصوص الخروقات التي طالته، مع الحفاظ وترميم كل المآثر التاريخية لمنطقة الريف.
- بناء مكتبة إقليمية تتوفر على مراجع تهم بالدرجة الأولى كل الأبحاث والدراسات التي تهتم بالريف، وكل ما يتعلق بالبحث العلمي.
- إحداث مركز ثقافي يشمل مختلف الأنشطة والأجنحة الثقافية (مسرح، معهد موسيقي، جناح خاص بالأطفال، وذوي الاحتياجات الخاصة….)
- إنشاء مراكز خاصة بالنساء للاستفادة من مختلف التكوينات الثقافية والمهنية موزعة على مختلف الجماعات الترابية بالإقليم والنواحي.
- إحداث مركز جيوفزيائي متخصص في الزلازل والكوارث الطبيعية مع إحداث برنامج للحد من آثارها السلبية.
- الحفاظ على القطاع الغابوي وصيانته وفق المعايير الدولية (غابة السواني-اصفيحة- غابة شقران- غابة كتامة-اساكن..)، مع فتح تحقيقات نزيهة وجادة في اجترار هذا الملك (الغابوي).
- الحفاظ على الثروة المائية للإقليم مع تحسين تدبير استغلالها لصالح الساكنة، وتحسين جودة الماء الصالح للشرب مع تعميمها على باقي القرى والمداشر الإقليم.
- الحفاظ على شواطئ الإقليم وعدم السماح بالتسيب والفوضى في تدبيرها. 4- تعميم شبكة تطهير الواد الحار بمختلف قرى ومداشر الإقليم والنواحي. (مطلب استعجالي) 5- تسريع في بناء سد واد غيس، بمعايير السلامة الصحية.
- إتمام أشغال الشطر الثاني من ملعب “ميمون العرصي” لكرة القدم.
- إنشاء ملعب جديد لكرة القدم بمعايير دولية.
- إنشاء ملاعب كبرى لكرة القدم بكل من مدينتي تاركيست وإمزورن.
- إنشاء مراكز تشمل مختلف الأنشطة الرياضية موزعة على مختلف جماعات الإقليم والنواحي.

### مطالب اقتصادية
- رفع حقيقي للتهميش والحصار الاقتصادي.
- معاقبة كل اللوبيات المتورطة في جميع الاختلالات التي يعرفها قطاع الصيد البحري.
- تحديد نسبة تصدير مختلف أنواع السمك إلى خارج الإقليم، واحترام صارم للراحة البيولوجية للسمك.
- هيكلة وتشجيع أرباب الصيادين الصغار لضمان قوتهم اليومي مع إيجاد حلول قانونية لحمايتهم.
- إعادة النظر في مشاكل البحارة وأرباب مراكب الصيد بعين من المسؤولية والجدية لضمان السير العادي لهذا القطاع ومن أجل وضع حاد للفساد الذي يعيشه قطاع الصيد البحري.
- إيجاد حل لعمال الميناء غير المنضويين تحت أي إطار (الحمالة..) وحمايتهم من الناحية القانونية (التغطية الصحية الإجبارية، التقاعد..)
- تحديث وهيكلة مرسى ” ثماصات ب احديد ” للصيد التقليدي المتواجدة بجماعة ثروڭوت.
- جعل سهل النكور منطقة فلاحية لا منطقة إسمنتية تتسابق إليها لوبيات العقار.
- تشجيع الفلاحين البسطاء وتقديم يد المساعدة لهم.
- استغلال مؤهلات المنطقة الفلاحية لتحقيق اكتفاء ذاتي غذائي.
- التشجيع على خلق معامل خاصة لتصبير السمك، عبر منح امتياز ضريبي في هذا المجال.
- التشجيع على خلق معامل خاصة للصناعة الغذائية، عبر امتياز ضريبي في هذا المجال.
- الإعفاء اوالإمتياز الضريبي للمقاولات الصغرى والذاتية
- منح الأولوية لساكنة الإقليم للولوج إلى وظائف المؤسسات العمومية المتواجدة بالإقليم.
- الإسراع في تنفيذ أشغال المنطقة الصناعية بتغانيمين المخصصة للمهنيين والحرفيين.
- خلق برامج طموحة حقيقية للقضاء على البطالة
- إحداث منشآت سياحية تعرف بجمالية وتاريخ المنطقة في مختلف مناطق الإقليم (محطات ثلجية بإساكن- شقران-بني عمارث)، مع إعطاء الأولوية لأبناء المنطقة للتشغيل بها.
- ربط إقليم الحسيمة بخط السكة الحديدية.
- ربط الإقليم بالشكبة الوطنية للطرق السيار.
- التسريع في إتمام أشغال الطريق الربطة بين تازة- الحسيمة.
- توسيع مطار الشريف الإدريسي بإقليم الحسيمة وفتح خطوط جوية جديدة بأسعار مناسبة على غرار باقي المطارات.
- فتح خطوط بحرية جديدة دولية ووطنية، لتسهيل عملية العبوربين الحسيمة وأوروبا وباقي المدن المغربية.
- تعزيز الشبكة الطرقية بين مختلف مداشر إقليمي الحسيمة والدريوش.
- هيكلة قطاع النقل والمواصلات لما فيه مصلحة للمواطنين، والمتمثل في سيارات الأجرة الصغيرة والكبيرة، وتقديم حل قانوني لضمان تقاعدهم وتغطيتهم الصحية.
- تحمل المؤسسات البنكية لمسؤوليتها في التنمية المحلية والوطنية.
- فرز سياسات ضريبية شعبية تشجع على الاستثمارات التي تخلق الثروة.
- وضع حد لدور الأبناك في تهريب أموال العمال المهاجرين الريفيين إلى خارج المنطقة عبر توظيفها في إنجاز مشاريع اقتصادية وإنمائية بالريف.
- تأسيس أبناك تنموية جهوية.
- تخفيض تسعيرة الماء والكهرباء.(مطلب استعجالي)
- مراقبة أسعار المواد الغذائية والإستهلاكية وتخفيضها بما يتلاءم مع القدرة الشرائية للمواطنين، ووضع حد للوبيات المحتكرة لتوزيع تلك المواد الغذائية وبخاصة في مجال سوق الخضر والفواكه.(مطلب استعجالي)
- إيجاد حلول عاجلة لسوق الجملة للخضر والفواكه، عبر تخفيض الرسوم التي تفرضها إدارة ذلك السوق بتواطؤ مع السلطات المحلية.
- إعادة النظر في المركب التجاري ميرادور ومعاقبة المتورطين في كل الاختلالات (طريقة توزيع المحلات، طريقة بناء المركب وتصميمه..)
- الكف عن نزع الأراضي لمبرر المنفعة العامة، مع ضرورة فتح تحقيق نزيه في ملفات نزع الأراضي التي عرفها إقليم الحسيمة مع تعزيز آليات الرقابة عند تفعيل مسطرة النزع وتوفير ضمانات قانونية لمن سرَت في حقهم هذه المسطرة.
- التوقف عن مصادرة الأراضي السلالية بالريف وإرجاع ما تم سلبه منها.
- رفع يد وزارة المياه والغابات عن أراضي المواطنين غير المستعملة، وجعل الغابات التي تنمو في تلك الأراضي في ملكية أصحاب تلك الأراضي وذويهم.
- إعادة النظر في كل ما يتعلق بتصاميم التهيئة بمختلف جماعات الإقليم التي يسري عليها ذلك.
- اختيار مسؤولين أكفاء متشبعين بثقافة حقوق الإنسان من أجل القطع مع الشطط في استعمال السلطة.
- تحمل السلطات لمسؤوليتها في السير العادي للحياة العامة وتخليق الحياة العامة واحترام الملك المشترك.
- التوزيع العادل لمختلف نفقات الاستثمار العمومي.
- إدراج إقليم الحسيمة في المناطق التي تستفيد من مختلف المشاريع والاستثمارات التي وقعها المجلس الجهوي.
- إعادة النظر في دور القنصليات والسفارات وجعلها في خدمة وحماية المهاجرين ووضع حد للفساد والتسيب والمحسوبية واستعمال الأمازيغية إلى جانب العربية في المؤسسات الرسمية للدولة.

## تطورات الحراك
منذ انطلاق الحراك الشعبي في 28 أكتوبر 2016، ركّز قادته على مبدأ المسيرات السلمية وتمت عدة خرجات منذ ذلك التاريخ مثل مسيرة الورود ومسيرة الأكفان.
يوم 14 ماي 2017، التقى زعماء أحزاب الأغلبية الحكومية بقيادة وزير الداخلية عبد الوافي لفتيت وقدم لهم تقريرا يتهم فيه الناشطين بالانفصال وبتلقي تمويلات من جهات خارجية لم يذكر ما هي.
يوم 22 ماي 2017 قام وفد وزاري بزيارة الحسيمة ولكن لم يلتقي نشطاء الحراك.
يوم الجمعة 26 ماي، وعقب مقاطعة الزفزافي لخطبة الجمعة في أحد المساجد بالمدينة، أصدرت النيابة العامة أمرا باعتقاله، واعتقل يوم 29 ماي 2017. كانت خطبة ذلك الجمعة تتمحور حول الحراك الشعبي وأنه فتنة للمسلمين.
بعد إصدار المذكرات، تم اعتقال عدد كبير من الناشطين في الحراك منهم محمد جلول ونبيل احمجيق. عدد المعتقلين تجاوز 40 شخصا تم نقل عدد منهم إلى مدينة الدار البيضاء. ظروف الاعتقال لم تكن سليمة وأفاد البرلماني عن المنطقة أنه «هناك اعتقالات تشمل العديد من الشباب من بينهم من لم يتم إخبار عائلته بمكان احتجازه، وهو ما يعتبر اختطافا، إذا لم تتدخل الدولة وتفصح عن مكان وجودهم». التهم الموجهة إليهم هي المس بالسلامة الداخلية للدولة، وأفعال «أخرى» تشكل جرائم بمقتضى القانون.
بالموازاة مع هذه الاعتقالات بقيت الاحتجاجات مستمرة.

## ردود الفعل

صورة من مسيرة باريس المساندة لحراك الريف يوم 31 مارس 2018

### المحلية
- نظمت العديد المدن المغربية مسيرات واحتاجات مؤيدة لحراك ووجهت بقمع أمني وإنزال مكثف للقوات المساعدة التي فرقت المظاهرات بالقوة.

### الدولية
بيان منظمة العفو الدولية: المغرب..
متظاهرو الريف يعاقبون بحملة من الاعتقالات الجماعية
قامت السلطات المغربية بحملة من الاعتقالات المروّعة التي طالت عشرات المتظاهرين والناشطين والمدونين في منطقة الريف، شمال المغرب، خلال الإسبوع الماضي بعد أشهر من الاحتجاجات تطالب بإنهاء تهميش المجتمعات المحلية وتحسين فرص الوصول إلى الخدمات في المنطقة.
وقد حُرم بعض المحتجزين من الوصول الفوري إلى محاميهم لدى مركز الشرطة. وفي بعض الحالات حسب المحامين الذين تمكنوا من رؤية موكليهم في المحكمة في الحسيمة، لاحظوا أن المحتجزين يحملون آثار جروح واضحة ويزعمون أنهم تعرضوا للضرب عند القبض عليهم. وهناك مخاوف أيضا من أن المحتجين والمدونين السلميين الذين قاموا بتغطية الاحتجاجات عبر شبكات التواصل الاجتماعية يمكن أن يتعرضوا بدورهم للمحاكمة بالتهم المحتملة المتعلقة بأمن الدولة.
«نحن نخشى أن تكون هذه الحملة الواسعة من الاعتقالات هي محاولة متعمدة لمعاقبة المتظاهرين في الريف بسبب شهور من المعارضة السلمية، في الوقت الذي يتعين فيه على السلطات المغربية أن تحترم الحق في حرية التعبير والتجمع، وعدم اللجوء إلى حرمان المتهمين بارتكاب جرائم معترف بها قانونا من الحق في محاكمة عادلة. كما يتعين على السلطات أيضا ضمان عدم إدانة الناشطين السلميين بتهم ملفقة عقابا لهم على المشاركة في الاحتجاجات في الريف»، هبة مرايف، مديرة قسم أبحاث شمال أفريقيا لمنظمة العفو الدولية.
وقد اتسعت موجة الاحتجاجات عندما انتقد زعيم الحراك الريفي ناصر الزفزافي علنا إماما أثناء صلاة الظهر في مسجد في الحسيمة في 26 ماي الأخير، بسبب تصريحات ادعى أنها تعارض الاحتجاجات الشعبية في الريف. وفي وقت لاحق، تم نشر شريط فيديو عن هذا الحادث على مواقع التواصل الاجتماعي وتم اعتقاله بعد ذلك بأيام.
وفي الفترة ما بين 26 و31 ماي 2017، اعتقلت قوات الأمن ما لا يقل عن 71 شخصا عقب احتجاجات في الحسيمة وفي البلدتين المجاورتين لها إمزورن وبني بوعياش. وتصاعدت حدة بعض الاحتجاجات بإلقاء الحجارة على قوات الأمن التي قامت في بعض الأحيان باستخدام مدافع المياه والغاز المسيل للدموع ردا على ذلك، وأبلغ عن إصابات في كلا الجانبين. وإثر ذلك، تم اعتقال العديد من الناشطين، بمن فيهم المتظاهرون السلميون والمدونون الذين وثقوا الأحداث على شبكات التواصل الاجتماعية.
ويجرى الآن محاكمة 33 شخصا على الأقل بعد أن وجهت لهم النيابة العامة في الحسيمة عددا من التهم تشمل الاعتداء على الموظفين العموميين وإلقاء الحجارة والتمرد والتجمع غير المأذون به. ورفض طلب بإطلاق سراح 26 منهم من الاحتجاز قبل المحاكمة وأرجئت القضية حتى 6 يونيو، وهم لا يزالون محتجزين في سجن الحسيمة المحلي.
وقال محامون لمنظمة العفو الدولية أنهم شاهدوا إصابات واضحة على وجوه وأجساد العديد من المتهمين الذين مثلوا أمام النيابة العامة في الحسيمة. وقالوا إن المتهمين وصفوا كيف تم ضربهم وركلهم وصفعهم من طرف ضباط الشرطة عند القبض عليهم وأثناء نقلهم إلى مراكز الشرطة. وأفاد كثيرون بأنهم تعرضوا للإهانة و/أو التهديد من قبل الضباط الذين ألقوا القبض عليهم، بما في ذلك تهديدهم بالاغتصاب. وقال آخرون إنهم وقعوا على تقارير استجواب دون أن يعلموا أن صفحات إضافية ألحقت بالمحاضر دون موافقتهم. وقد أمرت النيابة العامة بإجراء فحوص طبية في عدة حالات.
كما أخبر المحامون منظمة العفو الدولية أنهم لم يتمكنوا من زيارة أي من موكليهم أثناء احتجازهم لدى الشرطة في الحسيمة. كما لم تقم الشرطة القضائية بإخطار أقارب المحتجزين بمكان وجودهم مما منعهم من تنصيب محامين للنيابة عنهم، مما حال دون حصول المحامين على إذن من النيابة العام بزيارة المحتجزين لدى الشرطة قبل انقضاء مهلة ال 24 ساعة التالية للاعتقال، كما هو منصوص عليه بموجب القانون المغربي.
وقد تم نقل 31 من 71 معتقل في الفترة ما بين 26 و31 ماي إلى الدار البيضاء لاستجوابهم من طرف الفرقة الوطنية للشرطة القضائية، وهو جهاز أمن وطني يتولى التحقيق في الجرائم الخطيرة، بما في ذلك أمن الدولة وجرائم الإرهاب. ورغم أن المتهمين لم توجه إليهم إلى حد الآن تهما محددة، إلا أن ذلك يثير مخاوف من أن تتابعهم السلطات بجرائم أمن الدولة.
وقالت هبة مرايف «إنه مما يثير بواعث القلق أن تلجأ السلطات إلى استخدام تهم المس أمن الدولة لمعاقبة الناشطين المشاركين في الاحتجاجات».
وإلى حدود 1 يونيو، لم يتمكن المحامون إلا من زيارة مجموعة تضم 22 من أصل 31 محتجزا في الدار البيضاء. وأخبر معظمهم المحامين بأن ضباط الشرطة قد أهانوهم وهددوهم، وفي بعض الحالات ضربوهم وركلوهم، سواء عند القبض عليهم أو أثناء نقلهم إلى مركز الشرطة أو في مركز الشرطة في الحسيمة، إلا أنهم أبلغوا عن أن ظروف لدى الفرقة الوطنية للشرطة القضائية مرت في أجواء عادية. ومن المقرر أن تتم إعادة المعتقلين إلى الحسيمة لحضور جلسة استماع أمام النيابة العام في محكمة الاستئناف لهذه المدينة.
ولم يتمكن المحامون بعد من رؤية مجموعة من سبعة محتجزين آخرين، بمن فيهم زعيم الحراك الريفي ناصر الزفزافى الذي تأخرت السلطات القضائية في تمكينه من الوصول إلى المحامين. ومن المتوقع أن يتلق المعتقلون زيارة محاميهم في 5 يونيو الجاري.
ويسمح قانون الإجراءات الجنائية في المغرب باحتجاز المعتقلين دون تهمة لدى الشرطة لمدة تصل إلى ثلاثة أيام بالنسبة للجرائم العادية، وفترات أطول تصل إلى ثمانية أيام بالنسبة لجرائم أمن الدولة، و12 يوما للجرائم المتصلة بالإرهاب. ويسمح القانون أيضا للسلطات القضائية بتأخير الوصول إلى المحامين إذا اقتضى التحقيق ذلك.
وقالت هبة مرايف إن «المعتقلين يكونون أكثر تعرضا لانتهاكات حقوق الإنسان في الساعات الأولى التالية للاعتقال، خاصة إذا كانوا منقطعين عن العالم الخارجي - لذلك فإن إخطار الأسر والوصول الفوري إلى المحامين أمر حتمي وجد ضروري».
وقد سبق أن دعت منظمة العفو الدولية السلطات المغربية إلى إدراج الحق في الاستعانة بمحام أثناء استجواب الشرطة لجميع المشتبه بهم في الإصلاحات الجارية لقانون المسطرة الجنائية.
وسجل، وبعد وقت قصير من الحادث الذي وقع في مسجد الحسيمة الذي تسبب في موجة الاحتجاجات، اقتحام قوات الأمن لمنزل زعيم الحراك الريفي ناصر الزفزافي الذي يقيم فيه مع أبويه خلال غيابه، كما ألحقت أضرار بالممتلكات ومصادرة كتب تعود إلى والديه المسنين. وفي 29 ماي، ألقي القبض عليه بعد عملية مطاردة متطورة ومحاصرة المنازل المجاورة، وتم نقل بطائرة الهليكوبتر إلى مقر الفرقة الوطنية للشرطة القضائية في الدار البيضاء.
وتخشى منظمة العفو الدولية من أن الطريقة التي اعتقل بها ناصر الزفزافي والبيانات الرسمية التي تصف الجرائم المشتبه في ارتكابها، قد تكون قد انتهكت قرينة البراءة له للناشطين الذين اعتقلوا معه. إلى ذلك، تثير صور وأشرطة فيديو مسربة عن اعتقاله وهو مقنع الوجه ومجبر على خفض رأسه إلى الأسفل مخاوف من أن يكون قد تعرض للإهانة وسوء المعام [بحاجة لمصدر]